# Исаак (клан)
Исаак (сомал. Reer Sheekh Isaxaaq, англ. Isaq, Ishaak, Isaac, араб. إسحاق‎) — один из самых больших сомалийских кланов. Составляет 22 % населения Сомали.
Пять крупных городов Сомалиленда — Харгейса, Эригабо, Бербера, и Габилей почти полностью населены членами этого клана.
Согласно традиции, клан Исаак был основан в XIII или XIV веке после прибытия шейха Исаака бин Ахмеда бин Мухаммеда аль-Хашими (шейха Исаака), потомка Али ибн Аби Табиб из Аравии. Он поселился в Маид.
Исторически соперничает с кланом Огаден.
Геноцид клана Исаак представлял собой систематическую резню мирных жителей клана Исаака, спонсируемую государством, в период с 1987 по 1989 год, совершенную Сомалийской Демократической Республикой под диктатурой Сиада Барре. Согласно различным источникам, число погибших среди гражданского населения в этой резне составляет от 50 000 до 100 000 человек, в то время как местные отчёты оценивают общее количество погибших среди гражданского населения в более чем 200 000 мирных жителей Исаака. Убийства произошли во время гражданской войны в Сомали и были прозваны «забытым геноцидом». После распада Сомалийской Демократической Республики в 1991 году Сомалиленд, в котором доминирует Исаак, провозгласил независимость от Сомали как отдельное государство.

## Подклановая структура клана Исаак
Сомалийцы объединяются в пять семей кланов или племён — дарод, дир, исаак, хавийя и раханвейн. Дигил согласно отдельным классификациям иногда выделяют в отдельную семью. Эти основные кланы также далее подразделяются на более мелкие подкланы. В частности, журналист Иван Коновалов в книге «Сомали: бесконечность войны» разделяет исаак на следующие подкланы:
- Хабр Авал[англ.]
  - Саад Муса[англ.]
  - Исса Муса[англ.]
- Хабр Джало[англ.]
- Гархаджис[англ.]
  - Хабр Юнис[англ.]
  - Идагал[англ.]